# اوچتن
اوچتن (به هلندی: Ochten) یک منطقهٔ مسکونی در هلند است که در نیدر-بیتووه واقع شده‌است. اوچتن ۳٬۵۸۷ نفر جمعیت دارد.